# Naela (álbum)
Naela es el álbum de estudio debut de la cantante colombiana Naela. Fue publicado el 19 de noviembre de 2011 por el sello discográfico The Light Entertainment. Realizó su debut en el 2010 en el programa de televisión Sábados felices en donde intepretó su primer sencillo «No quiero estar sin ti».
Tres sencillos fueron lanzados de este álbum. La promoción del álbum incluyó varias apariciones en programas de televisión en vivo. La artista fue invitada a ser el acto de apertura de la agrupación mexicana Camila en su concierto en Bogotá en el marco del "Dejarte de Amar Tour2" en el 2013.

## Promoción

### Sencillos
- No quiero estar sin ti: Fue publicado como el primer sencillo del álbum el 16 de febrero de 2010, cuando la artista contaba con solo 19 años. La canción fue escrita por Naela.[2]
- Muero por amarte: Fue publicado como el segundo sencillo del álbum el 21 de marzo de 2011. Fue escrita por Naela.
- Esta noche mando yo: Fue publicado como el tercer sencillo del álbum el 11 de septiembre de 2011. La canción cuenta con la participación del artista sanandresano Obie-P.
- Por tu amor: Fue confirmado como el cuarto y último sencillo del álbum. Fue publicado el 16 de febrero de 2012 en su versión solista. La canción cuenta con una versión urbana en colaboración con el artista P.N.O, integrante de la agrupación de rap Tres Coronas.

## Lista de canciones
| N.º | Título                             | Duración |  |
| 1.  | «No Quiero Estar Sin Ti»           | 3:18     |  |
| 2.  | «Muero Por Amarte»                 | 3:45     |  |
| 3.  | «Por Tu Amor»                      | 3:51     |  |
| 4.  | «Esta Noche Mando Yo» (con Obie-P) | 3:04     |  |
| 5.  | «Este Cuento»                      | 3:43     |  |
| 6.  | «Hoy»                              | 3:40     |  |
| 7.  | «Sobrevivir»                       | 3:48     |  |
| 8.  | «Antes de Dormir»                  | 3:23     |  |
| 9.  | «Día De Mierda»                    | 2:42     |  |
| 10. | «El Amor Que Me Das»               | 1:54     |  |
| 11. | «Di Que Vas A Hacer»               | 4:14     |  |